# Masha Qrella
Masha Qrella (eigentlich Mariana Kurella; * 1975 in Ost-Berlin) ist eine deutsche Sängerin und Songwriterin.

## Leben
Kurella ist die Tochter einer Deutschen und eines Russen. Ihr Großvater ist der Kulturfunktionär und Politiker Alfred Kurella.
Ende der 1990er Jahre galt sie mit ihren Bands Contriva, Mina und NMFarner als Protagonistin einer Berliner Post-Rock-Bewegung, bis sie sich im Jahr 2002 verstärkt ihrer Solo-Karriere zuwandte und ihr erstes Solo-Album Luck auf Gudrun Guts Label Monika Enterprise unter dem Künstlernamen Masha Qrella veröffentlichte, unter dem sie bis heute arbeitet.
In den darauffolgenden Jahren tourte sie weltweit und veröffentlichte vier weitere Solo-Alben beim Berliner Label Morr Music. Das Album Speak Low – Loewe And Weill In Exile bestand aus neu interpretierten Broadway-Klassikern von Kurt Weill und Frederick Loewe. Ihr Album Keys (2016) wurde von Kritikern hoch gelobt und wurde 2017 auch in Polen auf Jazzboy Records veröffentlicht. Nach ihrer Polen-Tournee, bei der sie zusammen mit dem polnischen Musiker und Komponisten Kortez 35 Konzerte spielte, tourte sie mit Keys weiter durch Osteuropa sowie in Italien, England und Japan. Mit dem 100. Konzert endete die Tournee an der Berliner Volksbühne.
2019 sang Masha Qrella auf ihrer bei Staatsakt erschienenen EP Day After Day zum ersten Mal auf Deutsch. Im Auftrag des Hebbel am Ufer (HAU) in Berlin und der Internationalen Heiner Müller Gesellschaft (ihmg) vertonte sie u. a. ein Gedicht Heiner Müllers und einer Kurzgeschichte von Einar Schleef. Das 12 Minuten lange Stück „Arthur“ basiert auf einem gleichnamigen Text Schleefs von 1981, in der der Ich-Erzähler – das Alter Ego des Autors – eine Möwe mit einem gebrochenen Flügel mit zu sich nach Hause nimmt und sie dort gesund pflegt.
Auf ihrem Doppelalbum Woanders, das 2021 auch bei Staatsakt erscheint, vertont sie Gedichte des Lyrikers Thomas Brasch. Es vereint siebzehn Stücke in deutscher Sprache, die von Entfremdung, Suche nach Orientierung und Halt, von Verlorenheit und deutscher Tristesse erzählen. Im Dezember 2019 wurde das von Masha Qrella selbst produzierte Woanders bereits als Konzert innerhalb eines performativen Textraumes uraufgeführt (HAU Berlin und WUK Wien) und als work in progress von der Berliner Popkultur eingeladen. Unterstützt wurde sie bei dem Projekt und den folgenden Studioaufnahmen nicht nur vom Suhrkamp-Verlag, sondern musikalisch auch von Chris Imler, Tarwater und Andreas Bonkowski, am Mikrofon waren u. a. a. Dirk von Lowtzow, Andreas Spechtl und Marion Brasch zu Gast.
2021 veröffentlichte Qrella zusammen mit der Regisseurin Diana Näcke und der Dramaturgin Christina Runge das vom Deutschlandfunk produzierte Hörspiel Woanders - in Auseinandersetzung mit Texten von Thomas Brasch, das von der Akademie der Darstellenden Künste zum Hörspiel des Monats Februar bestimmt wurde.
Als Stipendiatin der Kulturakademie Tarabya arbeitete sie in Istanbul an einer türkischen Version des performativen Abends Woanders, für den der Lyriker Efe Duyan 17 Gedichte Thomas Braschs ins Türkische übertrug.
Seit 2010 arbeitet Masha Qrella auch mit der britisch-deutschen Performancegruppe Gob Squad, die sie als Musikerin zu ihrem Stück Revolution now! dazu holten und mit denen sie u. a. in den USA, Südamerika, Italien und Norwegen tourte. Auch Theaterregisseur Stefan Pucher holt sie 2012 für eine Zusammenarbeit ans Schauspiel Frankfurt a. M. (Faust) und 2013 und 2014 ans Deutsche Theater (Elektra und Was ihr wollt).
Als Komponistin steuerte Qrella Musikbeiträge für diverse Dokumentar- und Spielfilme bei. Auch wurden zwei Songs aus ihrem Album Unsolved Remained („Destination Vertical“ und „Feels Like“) für die US-Fernsehserie Grey’s Anatomy lizenziert. 2021 lizenzierte Heimatfilm für ihre Spielfilmproduktion Töchter (nach dem gleichnamigen Roman von Lucy Fricke, Regie Nana Neul) mehrere Stücke aus drei Solo-Alben (Unsolved Remained, Keys und Woanders).

## Diskografie (Auswahl)
Alben
- 2002: Luck (Monika Enterprise)
- 2005: Unsolved Remained (Morr Music)
- 2009: Speak Low – Loewe and Weill in Exile (Morr Music)
- 2012: Analogies (Morr Music)
- 2016: Keys (Morr Music und Jazzboy)
- 2021: Woanders (Staatsakt)
- 2025: Songbook (Staatsakt)

Singles & EPs
- 2002: I Want You to Know (Monika Enterprise)
- 2005: Don’t Stop the Dance / Saturday Night (Morr Music - A Number of Small Things)
- 2013: Boys Don't Cry / Fishing Buddies – James McNew Version (Morr Music – A Number of Small Things)
- 2019: Day After Day (Staatsakt)

## Filmmusik (Auswahl)
- 2004: Kleinruppin forever
- 2009: Die Entbehrlichen
- 2011: Meine Freiheit, Deine Freiheit (Dokumentarfilm)
- 2013: Viaggio sola (italienischer Kurzfilm von Gabriele Roberto)[28]
- 2014: Von Mädchen und Pferden
- 2016: Mistresses[29]
- 2017: Die Geister, die mich riefen (Dokumentarfilm)[30]
- 2018: Mein Berlin[31]
- 2021: Töchter[32]
- 2022: Check out